# 丑久保健一
丑久保 健一（うしくぼ けんいち、1947年2月25日 - 2002年9月23日）は、日本の彫刻家。東京都江東区生まれ。1971年東京造形美術学校卒業後、栃木県宇都宮市大谷を拠点に制作活動を開始。現代彫刻、野外インスタレーションなどの作品を数多く制作。

## 略歴
- 1947年 - 東京都江東区生まれ
- 1971年 - 栃木県宇都宮市大谷町に移住、本格的に制作を開始
- 1974年 - 第1回 北関東美術展　大賞
- 1974年 - 第24回 モダンアート協会展　優秀賞
- 1975年 - 第2回 彫刻の森美術館大賞展　優秀賞
- 1979年 - 文化庁芸術家在外研修員としてニューヨークに滞在
- 1981年 - 丑久保健一彫刻展（宇都宮市文化会館）
- 1981年 - 栃木県文化奨励賞
- 1985年 - インスタレーション「円錐から逆円錐-木々の流れ-」
- 1987年 - インスタレーション「1・0・∞のボール　海のピース」
- 2002年 - 逝去
- 2004年 - 丑久保健一展（宇都宮美術館）[2][3]

## 主な作品
- ピアノ線 (1974年)
- 点の棲息 (1974年) 栃木県立美術館
- 三角のかたち (1977年)
- マウンテン (1981年)
- ストーン (1983年)
- 円錐から逆円錐-木々の流れ- (1985年)
- 1・0・∞のボール 陸のピース(1987年)
- 1・0・∞のボール 海のピース(1987年) 太平洋
- 立方体のつながり (1989年) 宇都宮美術館
- 木によるドローイング (1989年 - 2000年)
- 懸垂線の見える風景 (1991年)
- ムーンサークル (1992年)
- 円筒にそそぐ(1992年)
- 弧の微風 (1993年)
- 斜筒 (1994年)
- くねくね斜筒 (1995年)
- あわい (1996年)
- 山の上のさかな (1997年)
- 大谷考 (2000年 - 2001年)
- ニレの-こ・だ・ま- (2001年)